# Warwick (Nueva York)
Warwick es un pueblo ubicado en el condado de Orange en el estado estadounidense de Nueva York. En el año 2000 tenía una población de 30,764 habitantes y una densidad poblacional de 116.8 personas por km².
En esta ciudad se ubica actualmente la sede mundial de los Testigos de Jehová, que anteriormente se ubicó en Brooklyn.

## Geografía
Warwick se encuentra ubicado en las coordenadas 41°15′40″N 74°21′19″O / 41.26111, -74.35528. Según la Oficina del Censo, la ciudad tiene un área total de 271,6 km² (104,9 mi²), de la cual 263,3 km² (101,7 mi²) es tierra y 8,3 km² (3,2 mi²) (3.04%) es agua.